# Iskan
Iskan (en rus: Искань) és un poble de l'óblast de Tula, a Rússia, segons el cens del 2010 tenia 142 habitants.